# Peugeot EX5/L45
Pour les articles homonymes, voir Peugeot, EX5 et L45.
La Peugeot EX5/L45 est une voiture de compétition du constructeur automobile Peugeot, produite entre 1913 et 1919, et victorieuse en particulier des 500 miles d'Indianapolis 1916 et 1919.

## Histoire
Ce modèle succède aux Peugeot L76 (EX3) de 1912 (victorieuse des 500 miles d'Indianapolis 1913) dont elle reprend le moteur à double arbre à cames en tête (2ACT) 16 soupapes, avec une cylindrée réduite de 7,5 L à 4,5 L et une carrosserie de moins de 1000 kg (adaptées aux nouvelles règlementations de course de 1913) pour 112 ch et 180 km/h de vitesse de pointe,. 

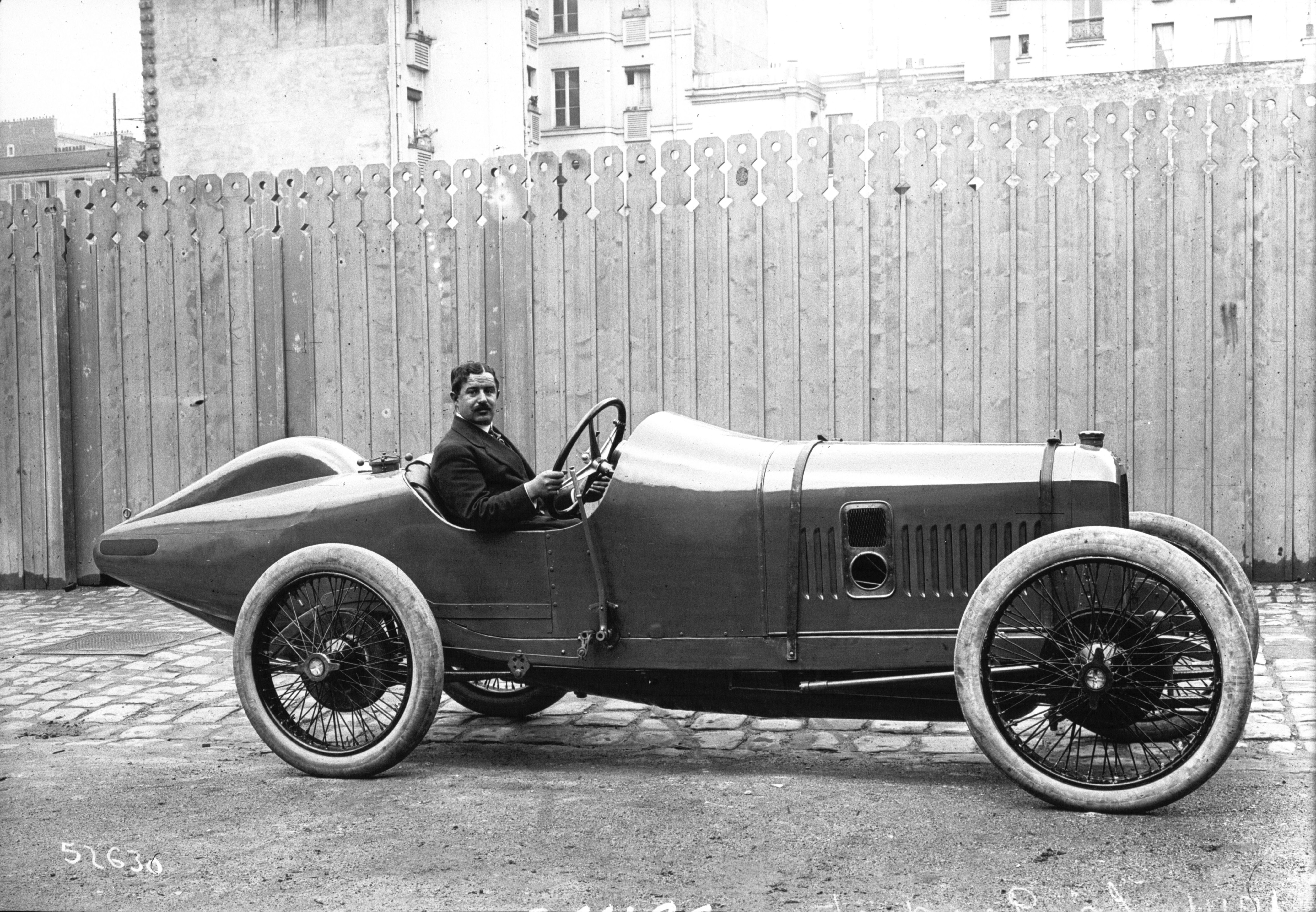
Georges Boillot aux 500 miles d'Indianapolis 1914.
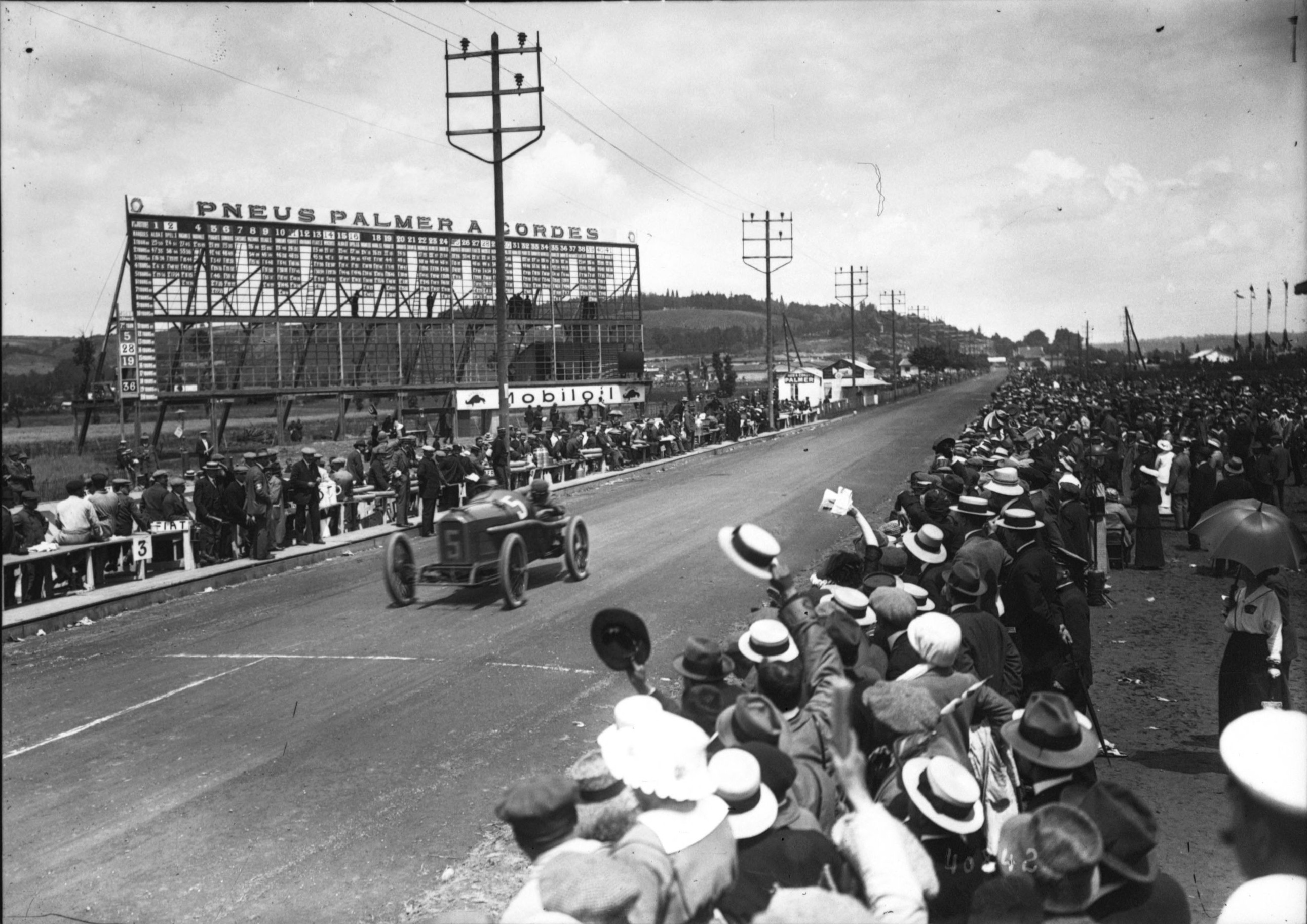
Grand Prix automobile de France 1914 de Lyon
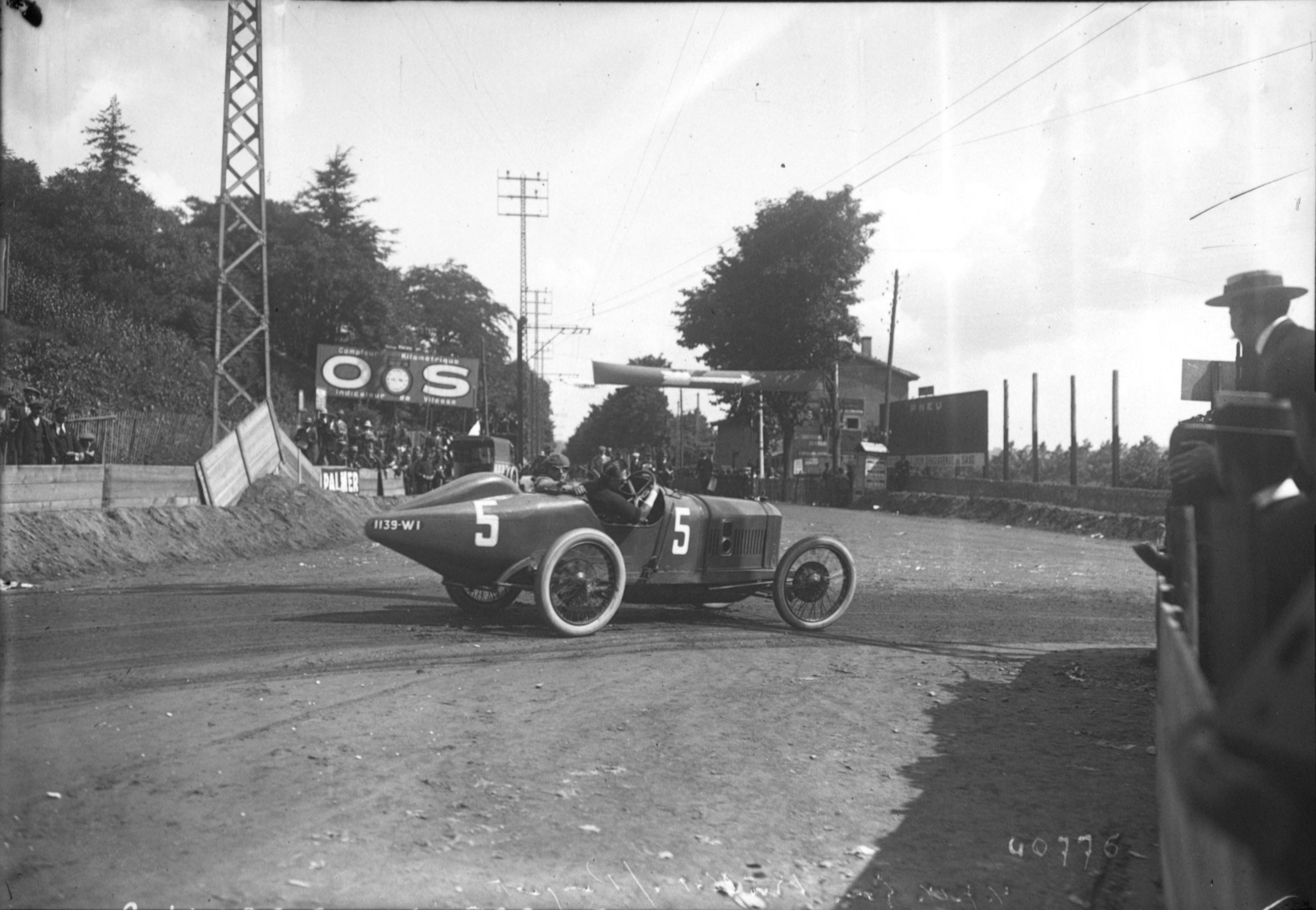
Grand Prix automobile de France 1914 de Lyon

Cette Peugeot EX5/L45 est engagée pour sa première course inaugurale au Grand Prix automobile de France 1914 de Lyon, en remportant les 4 et 7e places avec les pilotes Jules Goux et Victor Rigal, avant de finir par imposer sa victoire américaine, pendant la Première Guerre mondiale, aux 500 miles d'Indianapolis 1914, 1915, 1916 et 1919. 
Une version Peugeot L3 (3 Litres) lui succède sans succès aux 500 miles d'Indianapolis 1920, 21 et 22.

## Palmarès partiel
- 1914 : 4 et 7e au Grand Prix automobile de France 1914 de Lyon, avec Jules Goux et Victor Rigal.
- 1914 : 2 et 4e des 500 miles d'Indianapolis 1914, avec Arthur Duray et Jules Goux.
- 1915 : 2 et 6e des 500 miles d'Indianapolis 1915, avec Dario Resta et Bob Burman.
- 1916 : 1er et 3e des 500 miles d'Indianapolis 1916, avec Dario Resta et Ralph Mulford.
- 1919 : 1er et 3e des 500 miles d'Indianapolis 1919, avec Howdy Wilcox et Jules Goux.

## Voiture de collection
En 2017, la Peugeot L45 châssis n°1 des 500 miles d'Indianapolis 1914 du collectionneur californien Lindley Bothwell (en) est vendue aux enchères plus de 6 millions € (7,26 millions $) à Los Angeles en Californie, devenant ainsi la Peugeot la plus chère du monde,.

## Concept car
Peugeot présente son concept car Peugeot L500 R HYbrid en 2016, en hommage aux 100 ans de sa victoire historique aux 500 miles d'Indianapolis 1916, avec le pilote Dario Resta sur Peugeot L45.